# Elisabeth Walther-Bense
Elisabeth Walther-Bense (* 10. August 1922 in Oberweißbach; † 10. Januar 2018 in Stuttgart) war eine deutsche Semiotikerin. Sie wirkte auch als Publizistin und Herausgeberin, Redakteurin und Übersetzerin.

## Leben und Wirken
Elisabeth Walther studierte nach dem Zweiten Weltkrieg Philosophie, Germanistik, Romanistik, Physik und Mathematik an den Universitäten Jena, Mainz und schließlich an der Technischen Hochschule Stuttgart. Dort wurde sie von Max Bense sogleich gefördert und eingespannt. Sie veröffentlichte Übersetzungen und Lehrwerke für Studierende, aber auch Literarisches im Kreis um Bense. Trotz mancher Gastdozenturen im Ausland blieb Stuttgart ihr hauptsächlicher Bezugsort. 1950 wurde Elisabeth Walther bei Bense mit der Dissertation Die Rolle der Logik von Port-Royal in der Frühgeschichte der exakten Wissenschaften promoviert. 1956 erhielt sie eine Assistentenstelle. Elisabeth Walther habilitierte sich 1962 für Systematische Philosophie mit der Habilitationsschrift Die Begründung der Zeichentheorie bei Charles Sanders Peirce an der TH Stuttgart. Im Jahr 1969 wurde sie zunächst außerplanmäßige Professorin für systematische Philosophie, und 1978 erhielt sie den Ruf als erste ordentliche Professorin der Universität Stuttgart. Elisabeth Walther ging gesundheitshalber 1983 in den Ruhestand. 1990 wurde sie Leiterin der Forschungsgruppe für Semiotik an der Universität Stuttgart. Sie leitete bis 1999 die Semiotik-Zeitschrift Semiosis des Bensekreises, hielt weiterhin Kontakt zu den mittlerweile verjüngten Szenen der Netzliteratur und meldete sich ab und an auf YouTube.
Seit 1988 war Elisabeth Walther-Bense mit Max Bense (1910–1990) verheiratet, dessen Nachlass sie für Veröffentlichungen aufbereitete.

## Auszeichnungen
- 11. Januar 2013: Verleihung der Staufermedaille des Landes Baden-Württemberg[4]

## Veröffentlichungen (Auswahl)

### Monografien
- Geschichte der Philosophie in Tabellen. Butzon & Bercker, Kevelaer 1949.
- Francis Ponge. Eine ästhetische Analyse. Kiepenheuer & Witsch, Köln 1965
- Allgemeine Zeichenlehre. Einführung in die Grundlagen der Semiotik. Deutsche Verlagsanstalt, Stuttgart 1974, ISBN 3-421-02366-2, neu bearbeitete Auflage 1979.
- Charles Sanders Peirce. Leben und Werk. Agis, Baden-Baden 1989, ISBN 978-3-87007-035-9.
- Zeichen. Aufsätze zur Semiotik. Verlag und Datenbank für Geisteswissenschaften, Weimar 2002.

### Herausgeberschaften
- Charles Sanders Peirce. Die Festigung der Überzeugung und andere Schriften. Herausgegeben und eingeleitet von Elisabeth Walther. Agis, Baden-Baden 1965.
- Charles Sanders Peirce: Vorlesungen über Pragmatismus. (= Philosophische Bibliothek, Band 435). Übersetzt und herausgegeben von Elisabeth Walther. Felix Meiner, Hamburg 1991, ISBN 978-3-7873-4313-3.[5]
- Wörterbuch der Semiotik. Herausgegeben von Max Bense und Elisabeth Walther. Kiepenheuer & Witsch, Köln 1973, ISBN 978-3-462-00915-6.
- Bernard Bolzano: Semiotik. Auswahl mit Einleitung aus: Bernard Bolzano, Wissenschaftslehre, 1837. edition rot, text 43, Stuttgart 1971
- edition rot. Herausgeberin zusammen mit Max Bense. text 1 und 2: Verlag Der Augenblick, Siegen 1960. text 3 bis 52: edition rot, Stuttgart 1960–1976. Der Augenblick, Inhaltsverzeichnis zeitweilig online
- Semiosis. Zeitschrift für Semiotik und Ästhetik. Hg. Zusammen mit Max Bense, Gérard Deledalle, Klaus Oehler, Agis, Baden-Baden 1976–1999 (der Link auf das Inhaltsverzeichnis bei der Uni Stuttgart funktioniert derzeit nicht, vgl. aber Google)

### Übersetzungen
- Zusammen mit Max Bense: Jules Monnerot: Zur Genealogie der Kommunistischen Partei. Aus: Sociologie du Communisme. Gallimard, Paris 1949. In: Merkur 45, Jg. 5, H. 11, 1951, S. 1077–1090.
- Julien Benda: Definitionen. In: Max Bense: Die Philosophie. Suhrkamp Verlag, Frankfurt 1951, S. 287–292
- E. M. Cioran: Syllogismen der Bitterkeit. Aus: Syllogismes de l'amertume. In: Die Literatur, Jg. 1, Nr. 6, 1. Juni 1952, S. 4.
- Francis Ponge: Einführung in den Kieselstein. Aus: Proêmes. Gallimard, Paris 1948. In: Frankfurter Allgemeine Zeitung, Nr. 7, Samstag, 9. Jan. 1954, S. 11.
- Henri Michaux: Zeichen. In: Die Tat, Zürich, Jg. 20, Nr. 35, Samstag, 5. Februar 1955, S. 9.
- Jean Genet: Mord. In: Augenblick, Jg. 1, H. 2, März 1955, S. 44–47.
- Raymond Queneau. In: Max Bense: Rationalismus und Sensibilität. Agis, Krefeld / Baden-Baden 1956, S. 49–55.
- Clarice Lispector: Brasília ist künstlich. Übersetzung aus dem Portugiesischen. In: Max Bense: Brasilianische Intelligenz. Limes, Wiesbaden 1965, S. 30–32.
- Nathalie Sarraute: „Les fruits d'or“. In: Kritisches Jahrbuch 1, Wendelin Niedlich, Stuttgart 1966, S. 64–67.
- Jean Genet: Fragmente... Merve, Berlin 1982, ISBN 978-3-88396-027-2.

### Beiträge
- Notizen über Gertrude Stein. In: Augenblick 3, Aspekte der Avantgarde Bd. 3, 2006, S. 59–65
- Rezension zu Betty Friedan: Der Weiblichkeitswahn oder die Mystifizierung der Frau. In: Kritisches Jahrbuch 2, Wendelin Niedlich, Stuttgart 1973, S. 33–34.